# Mustafa Kuzu
Mustafa Kuzu (* 7. August 1994 in Bad Urach) ist ein deutsch-türkischer Fußballspieler, der seit 2013 bei Denizlispor unter Vertrag steht.

## Vereinskarriere
Kuzu begann in der Jugendabteilung des damaligen 2. Bundesligisten SSV Reutlingen 05, in der er bis zum Jahr 2009 spielte. Nebenbei besuchte er die Fußballschule des VfB Stuttgart.
Aus familiären Gründen zog er im Jahr 2010 mit seinem Vater nach Konstanz, wo er beim FC Konstanz spielte. Nach kurzer Zeit wurde er in die DFB-Auswahlmannschaft berufen, wo er regelmäßig das Stützpunkttraining besuchte. Im gleichen Jahr wollten ihn Vereine wie der SC Freiburg, die Stuttgarter Kickers und der türkische Rekordmeister Galatasaray Istanbul verpflichten. Er entschied sich für letzteren. Durch diese Entscheidung verlor er seine Aufenthaltsgenehmigung in Deutschland.
Nach drei Monaten bei der Jugendmannschaft des Rekordmeisters, beschwerte sich Mustafa des Öfteren beim Vorstand über die mangelnde Disziplin und das mangelnde Fachwissen des Trainers. Obwohl er sich mehrfach beschwert hatte, erhielt er vom Vorstand keine Reaktion. Daraufhin verließ er das Internat.
Zwei Jahre wurde Mustafa von seinem Vater trainiert. Nach einem Interview bei einem Fernsehsender wurde Denizlispor auf ihn aufmerksam. Er absolvierte zwei Trainingseinheiten beim Verein, bevor er einen Vertrag unterzeichnete.

## Privat
Aufgrund familiärer Probleme wechselte Kuzu sechsmal die Schule. Durch die Unterstützung seines Vaters schaffte er den Sprung von der Hauptschule zum Gymnasium. Zuletzt besuchte er das Ellenrieder-Gymnasium Konstanz.
Er spricht Deutsch, Englisch, Türkisch und teilweise Französisch.